# Breda M1930

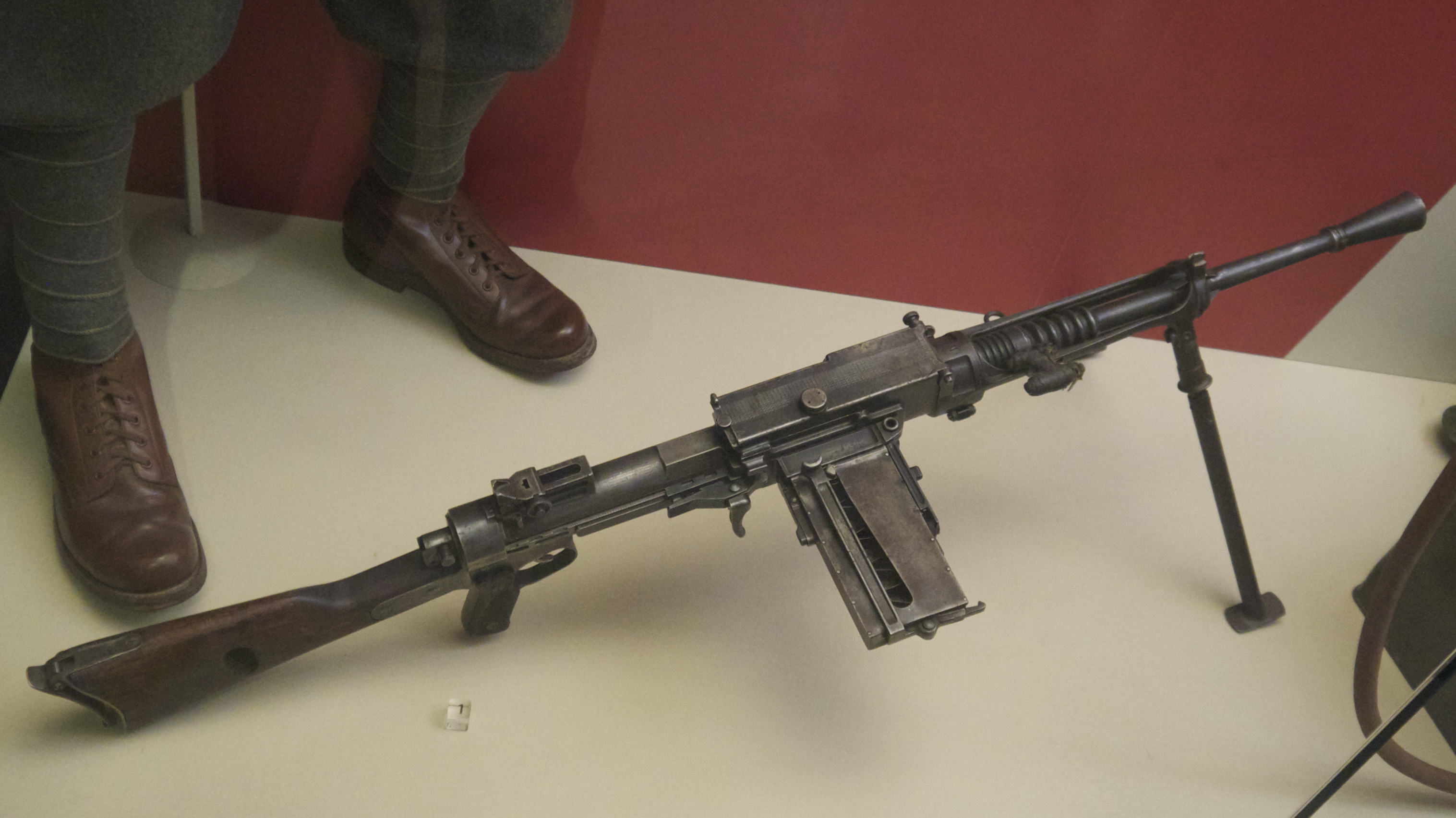
Breda M1930

Breda M1930 var en italiensk luftkyld lätt kulspruta, utvecklad 1930 av Breda Meccanica Bresciana.
Kulsprutan hade en kaliber på 6,5 millimeter, en längd av 1,23 meter och en vikt på 10,3 kilo. Kulans utgångshstighet var på 600 meter per sekund. I likhet med de flesta äldre lätta kulsprutor hade Bredan ett fast magasin. Ganska snart efter lanseringe visade sig dock dess nackdelar. Vapnet var svårt att montera isär vilket försvårade vapenvård. Rekylsystemet var klent utformat och patronhylsorna brände lätt fast. För att lösa detta hade en oljepump monterats in, vilket dock var en känslig konstruktion, smuts kom gärna in i lådan och klibbade ihop med oljan vilket åstadkom rejäla eldavbrott, särskilt de italienska trupperna i Nordafrika under andra världskriget hade stora problem med detta. Vapnet saknade även bärhantag vilket försvårade förflyttning med kulsprutan. 
Problemen med Breda M1930 ledde till att arbetet med att ersätta den föråldrade tunga kulsprutan Revilli M14/35 med en modernare vilket ledde till utvecklingen av Breda M1937. Kort före andra världskrigets utbrott inställde dock italienska regeringen alla anslag till utveckling av standardvapen för infanteriet, och Breda M1930 kom att bli den mest använda italienska lätta kulsprutan under kriget. Efter freden 1945 avvecklades kulsprutan snabbt.